# Сединский сельский совет
Сединский сельский совет — упразднённое муниципальное образование в Кишертском районе Пермского края Российской Федерации, с января 2006 года входит в состав Кишертского сельского поселения.

## История
Сединский сельский совет организован в 1919 году по распоряжению Совета народных комиссаров. Центр сельского совета с.Седа.
Сединский сельский совет до 1962 года находился в подчинении Кишертского райисполкома, с 1962 по 1965 год - в подчинении Кунгурского, а с ноября 1965 года -вновь в Кишертском районе.
За период существования сельского совета происходило ряд изменений территориальных границ и соединений с другими сельскими советами. Так в 1951 году был присоединен Низковский сельский совет.
На бюджете сельского совета находятся: детсад, сельская библиотека, два фельдшерских пункта, две школы и два сельских клуба.
На территории Сединского сельского совета расположены две комплексные бригады совхоза "Кишертский", канатно-веревочная фабрика, которая занимается выработкой веревки, почтовое отделение и комплексно-приемный пункт.
В 1992 году в названии исполнительного комитета Сединского сельского Совета народных депутатов произошли изменения. В соответствии с Указом Президента РСФСР "О порядке назначения глав администраций" от 25. II 1991 № 239 3 марта постановлением главы администрации Кишертского района № 39 назначен глава администрации Сединского сельсовета. С этого момента исполнительно-распорядительный орган на части территории Кишертского района называется администрацией Сединского сельсовета.
Администрация является структурным подразделениям в составе администрации Кишертского района и подотчетна ей по вопросам своей деятельности. Полномочия администрации определяются действующим законодательством, Уставом Кишертского района, положением об администрации сельсовета, актами Земского Собрания района и главы администрации района.
В ведении администрации сельсовета находятся вопросы комплексного социально-экономического развития территории; развитие жилищно-коммунального хозяйства; бюджетно-финансовой работы; управление муниципальной собственностью; регулирование земельных отношений.
Глава администрации сельсовета осуществляет свои полномочия на принципах единоначалия, обеспечивает реализацию на территории сельсовета решений органов самоуправления района. Глава администрации назначается администраций района по согласованию с Земским Собранием сроком на 4 года.
В соответствии с Федеральным Законом от 6 октября 2003 года №131-ФЗ "Об общих принципах организации местного самоуправления в Российской Федерации" с 1 января 2006 года территория Сединского сельсовета вошла в состав муниципального образования "Усть-Кишертское сельское поселение" с административным центром с.Усть-Кишерть и состоящее из населенных пунктов, границы которого определены Законом Пермской области от 10.11.2004 года № 1723-350 "Об утверждении границ и наделении статусом муниципальных образований Кишертского района Пермской области".
Администрация Сединского сельсовета как юридическое лицо ликвидирована и снята с учета в налоговых органах 13.07.2006 года.

## Состав
- с.Седа
- д.Низкое